# Cinclidium macounii
Cinclidium macounii là một loài Rêu trong họ Mniaceae. Loài này được Kindb. mô tả khoa học đầu tiên năm 1896.